# Янаки, Сергей Георгиевич
Сергей Георгиевич Янаки (17 сентября 1952 — 16 октября 2021) — поэт, переводчик, публицист. Член Союза писателей Российской Федерации и Башкортостана..

## Краткая биография
Сергей Георгиевич Янаки родился 17 сентября 1952 года в городе Уфе.
Его отец — греческого происхождения, жертва политической репрессии, приезжает из Крыма на Урал. Детство Сергея и его брата Владимира прошло на подворьях Черниковки — пригорода Уфы после Великой Отечественной войны.
По образованию техник-электрик, основная профессия-инженер-связист. Окончил Уфимский энергетический техникум.
Работал во Владивостоке и Красноярске по специальности, был радиотелеграфистом на Алтае.
Трудился в ОАО «Башинформсвязь». В последнее время был занят издательской деятельностью.
Любовь к песенному творчеству Янаки развивалась с детства..
Скончался 16 октября 2021 года.

## Творческая деятельность
С 2002 года - поэт, переводчик, публицист Сергей Георгиевич Янаки начал публиковать свои произведения.
С 2015 года — член Союза писателей России и Башкортостана.
Автор книги стихов «Мое язычество», печатается в «Литературной газете», республиканских и российских альманахах, на страницах печати.
Переводы включены в антологию «Современная литература народов России. Поэзия». ([2017 г.), в поэтические книги башкирских и татарских авторов.
2007 году стал победителем в номинации «Перевод» журнала «Бельские просторы».
Книга «Моё язычество» от названия стихотворения, вошедшего в сборник — которое отражает восприятие мира поэта, его православное бытовое сознание и его тяготение к русским фольклорным традициям. В сборник вошли стихи разных лет, и состоят они из шести тематических разделов: «Время и камни», «От первого лица», «Чистописание», «Снова яблони в дыму», «Разговор с ветром», «Лыко в строку».
Янаки Сергей Георгиевич переводил произведения башкирских поэтов, особенно умело переводит стихотворения первого башкирского народного поэта Мажита Гафури. В сборник пока не вошли произведения, переведённые из других языков.
В сборник «Моё язычество» вошла только часть творчества уникального автора.
Сергей Янаки к слову относился бережно, основательно продумывал идею и структуру стихотворений. Его произведения написаны в направлении классической поэзии. В аннотации к сборнику написано: «Память о прошлом, раздумья о будущем, связь времён — главное направление творчества поэта».
В его произведения вошли большой автобиографический материал, прошедший через сердце и душу. Поэтому поэтические строки, превратившиеся в песню, заставляют биться сердца слушателей. А Сергей Георгиевич на гитаре умело играет и голос его хорош.
Поэт-бард выступал перед разной аудиторией. О себе часто рассказывает с иронией.

## Стихи С. Г. Янаки
- Колодец
- Мытарь
- Дурачок
- Пластинка
- Некогда
- Корчевье
- Михайловский мужик
- Узник
- Лошадь в школьном дворе
- Жизни признание в любви
- Безглагольное
- Не защитил
- Милостивец
- Валерка
- В глаза напустят пыли…
- Двойная беда
- Посиделки[8][9].

.

## Награды и почётные звания
- Почётная грамота Министерства культуры Республики Башкортостан
- Почётная грамота Правления союза писателей Башкортостана
- Благодарственное письмо Регионального отделения общероссийской общественно-государственной организации «Российский фонд культуры»
- Благодарственное письмо Всемирного конгресса татар
- Благодарственное письмо Всероссийского Литературного фестиваля
- Благодарственные письма Фестивалей ЛиФФт
- Премия Межрегионального фестиваля "Родники вдохновения" имени Фатиха Карима